# Ministério das Relações Exteriores, Commonwealth e Desenvolvimento
| Foreign, Commonwealth and Development Office        |                          |
| King Charles Street, Whitehall, Londres gov.uk/fcdo |                          |
| Criação                                             | 1782                     |
| Sede do FCDO na King Charles Street.                |                          |
| Sede do FCDO na King Charles Street.                |                          |
| Atual secretário                                    | David Lammy              |
| Orçamento                                           | £ 1,1 bilhão (2015-2016) |

Ministério das Relações Exteriores, Commonwealth e Desenvolvimento (em inglês: Foreign, Commonwealth and Development Office) é um departamento do Governo do Reino Unido. Equivalente aos Ministério das Relações Exteriores de outros países, foi criado em 2 de setembro de 2020 através da fusão do Foreign & Commonwealth Office (FCO) e do Departamento de Desenvolvimento Internacional (DFID). O próprio FCO, criado em 1968 pela fusão do Foreign Office (FO) e do Commonwealth Office, era responsável por zelar e promover os interesses diplomáticos britânicos em todo o mundo.
O chefe do departamento é o Secretário de Estado para Negócios Estrangeiros, da Commonwealth e do Desenvolvimento, comumente abreviado para "Foreign Secretary". Este é considerado um dos quatro cargos de maior prestígio no Gabinete – os Grandes Gabinetes de Estado – ao lado dos de Primeiro-Ministro, Chanceler do Tesouro e Secretário do Interior. O atual Secretário das Relações Exteriores, Commonwealth e Desenvolvimento é David Lammy, do Partido Trabalhista.
O FCDO é gerido diariamente por um funcionário público, o Subsecretário de Estado permanente dos Negócios Estrangeiros, que também atua como Chefe do Serviço Diplomático de Sua Majestade. Sir Philip Barton assumiu o cargo de Subsecretário permanente em 2 de setembro de 2020.

## Incumbências
De acordo com o website do Ministério das Relações Exteriores, Commonwealth e Desenvolvimento (FCDO), as principais responsabilidades do departamento (a partir de 2020) são as seguintes:
- Salvaguardar a segurança nacional do Reino Unido combatendo o terrorismo e a proliferação de armas e trabalhando para reduzir os conflitos internacionais.
- Construir a prosperidade do Reino Unido aumentando as exportações e o investimento, abrindo mercados, garantindo o acesso a recursos e promovendo o crescimento global sustentável.
- Apoiar os cidadãos britânicos em todo o mundo através de serviços consulares modernos e eficientes.

Além das responsabilidades acima, o FCDO é responsável pelos Territórios Ultramarinos Britânicos, que anteriormente haviam sido administrados de 1782 a 1801 pelo Ministério do Interior (Home Office), de 1801 a 1854 pelo War and Colonial Office, de 1854 a 1966 pelo Colonial Office, de 1966 a 1968 pelo Commonwealth Office e de 1968 a 2020 pelo Foreign & Commonwealth Office (isso não inclui protetorados, que estavam sob a jurisdição do Foreign Office, ou a Índia Britânica, que havia sido administrada pela Companhia Britânica das Índias Orientais até 1858, e posteriormente pelo India Office). Este sistema têm sido alvo de críticas no Reino Unido e nos territórios ultramarinos. Por exemplo, o ministro-chefe de Anguila, Victor Banks, afirmou: "Nós não somos estrangeiros, nem somos membros da Commonwealth, então devemos ter uma ligação diferente com o Reino Unido baseada no respeito mútuo". Houve inúmeras sugestões sobre formas de aprimorar a relação entre os territórios ultramarinos e o Reino Unido. As sugestões incluem a criação de um departamento específico para lidar com as relações com os territórios ultramarinos e a absorção do OTD no Gabinete do Governo, proporcionando assim aos territórios ultramarinos melhores conexões com o centro de governo.